# Petina (Kampanien)
Petina ist eine italienische Gemeinde mit 991 Einwohnern (Stand 31. Dezember 2023) in der Provinz Salerno in der Region Kampanien. Der Ort liegt im Nationalpark Cilento und Vallo di Diano und ist Teil der Comunità Montana Alburni.

## Geografie
Der Ort liegt im Zentrum der Monti Alburni. Die Nachbargemeinden sind Auletta, Corleto Monforte, Ottati, Sant’Angelo a Fasanella und Sicignano degli Alburni.